# Saado Ali Warsame
Saado Ali Warsame (en somalí Saado Cali Warsame) Buuhoodle, 1950 – Mogadiscio, 23 de julio de 2014) fue una cantante y política somalí-estadounidense. Fue parlamentaria en el Parlamento Federal de Somalia. También fue una insigne figura del música somalí, que se centraba en la justicia social.

## Biografía
Warsame procedía de una familia nómada de los Reer-Darwiish subclan of the Harti.
Cuando comenzó la guerra civil a principios de los 90, Warsame se trasladó a Minneapolis. Warsame volvería en 2012 para servir al nuevo Gobierno Federal recientemente creado.

## Carrera

### Música

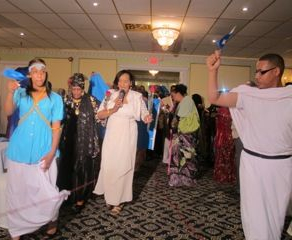
Saado Ali Warsame performing en una cto en su honor en 2011

Warsame fue una figura destacada en la música somalí tradicional. Su arte se destacó por su énfasis en la justicia política y social, así como por el nacionalismo y amor romántico. A menudo utilizó la sátira, la metáfora y las alusiones históricas para transmitir temas complejos de una manera comprensible.
La canción de Warsame "Laand Karuusar" criticaba la cleptocracia de la junta militar gobernante. También culpó a la administración incompetente por el deterioro de la infraestructura de los dos hoteles de cinco estrellas de Mogadiscio, establecimientos que originalmente se habían construido con fondos públicos. Además, Warsame fue uno de los muchos artistas prominentes somalíes que participaron en el "Deelley" de larga duración. Aprovechó la oportunidad para defender la causa de los norteños del régimen cada vez más autoritario del sur.
Después del inicio de la guerra civil en la década de 1990, las composiciones de Warsame enfatizaron la identidad nacional y la participación en el proceso de reconstrucción posconflicto. Su "Aan kuu Taliyo" satirizó con humor las luchas políticas internas. Warsame también apoyó al exvicepresidente de Somalia Muhammad Ali Samatar durante una demanda civil que se presentó en su contra en 2009, creyendo que estaba siendo señalado injustamente como miembro del antiguo régimen.
Además, Warsame fue crítico de la administración secesionista en la región noroeste de Somalilandia de Somalia. Ella sintió que el liderazgo del enclave era tiránico y quería imponer una agenda separatista a sus electores del norte. Su
La canción "Libdhimeyside Laas Caanood, Laba maahaa Waddankeennu" en particular saluda a la ciudad de Las Anod, que las tropas de Somalilandia comenzaron a ocupar en 2007, por su papel histórico como cuna del nacionalismo y anticolonial somalí. El título se traduce como "O Las Anod, siempre serás parte de Somalia, nuestro país es uno".

### Miembro del Parlamento Federal
Tras el establecimiento del Parlamento Federal en 2012, Warsame se trasladó a la capital, Mogadiscio, situada en la provincia sudoriental de Banaadir. Posteriormente ejerció como diputada de la nueva legislatura, en representación de la circunscripción del estado regional del noreste de Puntlandia.

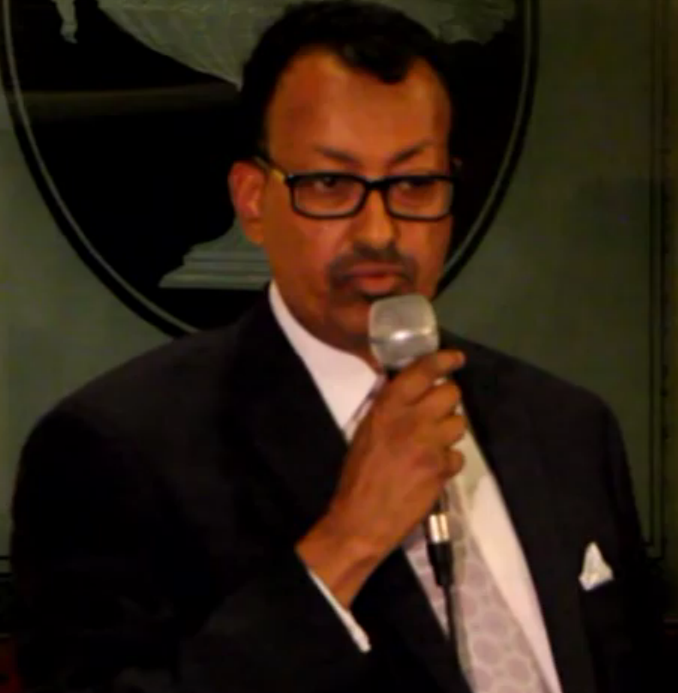
Abdulkadir Ali hablando en un evento de recuerdo de Saado Ali Warsame.

## Muerte
El 23 de julio de 2014, Warsame y su chófer fueron tiroteados por asaltantes anónimos en Mogadiscio mientras se dirigían a su hotel. Al-Shabbaab reclamó la autoría del ataque. El Presidente de Somalia Hassan Sheikh Mohamud, el Primer Ministro Abdiweli Sheikh Ahmed, un representante de Somalia Nicholas Kay, el embajador de Alemania Andreas Peschke, y el Departamento de Estado de los Estados Unidos condenaron el asesinato y expresaron sus condolencias a la familia. Posteriormente, el Primer Ministro Ahmed anunció que perseguiría a los asesinos. En abril de 2015, dos miembros de Al-Shabaab fueron arrestados y sentenciados muerte por el atentado de Warsame.

## Discografía
- "Laand Karuusar"
- "Aan kuu Taliyo"
- "Libdhimeyside Laas Caanood, Laba maahaa Waddankeennu"